# Rotrude (figlia di Carlo Magno)
Rotrude (775 – 6 giugno 810) fu principessa del regno e poi impero dei Franchi e convivente di Rorgone I del Maine, futuro conte di Rennes, di Le Mans e primo conte del Maine, della famiglia dei Rorgonidi.

## Origine
Era figlia terzogenita di Carlo Magno e della principessa sveva Ildegarda di Vintzgau, come ci conferma Eginardo.

## Biografia
I poeti Angilberto e Teodulfo citano Rotrude e le altre sorelle nelle loro composizioni dedicate rispettivamente a Pipino d'Italia e a Carlo Magno.
Rotrude, che era la maggior delle figlie di Carlo, ancora in vita, nel 781, sempre secondo Eginardo, venne fidanzata con l'imperatore bizantino Costantino VI. Paolo Diacono venne incaricato da Carlo di insegnare la lingua greca ai chierici incaricati di accompagnare a Costantinopoli la figlia.
La trattativa venne condotta dalla reggente dell'Impero e madre di Costantino VI, Irene. Lo storico bizantino Teofane riporta che Irene inviò degli ambasciatori presso Carlo Magno e che la trattativa durò circa 6 anni e fu definitivamente interrotta nel 787, come è confermato anche dagli Annales Fuldenses. Secondo lo storico, esperto di genealogie, Christian Settipani, fu Carlo Magno ad opporsi al matrimonio di Rotrude, come di tutte le sue altre figlie, dopo che a Bisanzio le avevano già dato il nome di Eritiro.
Secondo altre fonti fu invece l'Imperatrice Irene a rompere le trattative; ella infatti ambiva, come poi ottenne, di regnare da sola sul trono di Bisanzio ed ebbe paura che Carlo Magno potesse influenzare il figlio Costantino a svincolarsi dal suo controllo e ad allontanarla così dal governo dell'impero.
La convivenza di Rotrude con Rorgone, figlio primogenito del conte di Le Mans, Goslino I, della famiglia dei Rorgonidi, e di Adeltrude di cui non si conoscono gli ascendenti, iniziata verso l'800 circa, è confermata da Eginardo, quando narra della sua morte.
Rotrude è ricordata due volte negli Annales Bertiniani, in rapporto alla cattura di suo figlio Luigi da parte dei Vichinghi, nell'858, assieme al fratellastro, Goslino e in seguito in rapporto alla sua morte nell'867.
La morte di Rotrude è ricordata oltre che dagli Einhardi Annales dagli Annales Fuldenses, ed è scritta, al 6 giugno 810, anche nei necrologi dell'abbazia di Saint-Denis.

## Figli
Rotrude a Rorgone diede un figlio, illegittimo:
- Luigi, (ca. 800 - † 867[10]), che fu compagno di studi di Lupo Servato e poi abate di Saint-Denis, come viene citato negli Annales Bertiniani, assieme al fratellastro, Goslino[9] e Cancelliere di Carlo il Calvo.

## Ascendenza
|                     |   |                     | Genitori               |  |  | Nonni |  |  | Bisnonni       |  |  | Trisnonni         |  |
|                     |   |                     |                        |  |  |       |  |  | Carlo Martello |  |  | Pipino di Herstal |  |
|                     |   |                     |                        |  |  |       |  |  | Carlo Martello |  |  | Pipino di Herstal |  |
|                     |   | Alpaïde di Bruyères |                        |  |  |       |  |  | Carlo Martello |  |  |                   |  |
| Pipino il Breve     |   |                     |                        |  |  |       |  |  | Carlo Martello |  |  |                   |  |
|                     |   | Rotrude di Treviri  | Lamberto II di Hesbaye |  |  |       |  |  |                |  |  |                   |  |
|                     |   | Rotrude di Treviri  | Lamberto II di Hesbaye |  |  |       |  |  |                |  |  |                   |  |
|                     |   | Rotrude di Treviri  | Clotilde               |  |  |       |  |  |                |  |  |                   |  |
| Carlo Magno         |   | Rotrude di Treviri  |                        |  |  |       |  |  |                |  |  |                   |  |
|                     |   | Cariberto di Laon   | ?                      |  |  |       |  |  |                |  |  |                   |  |
|                     |   | Cariberto di Laon   | ?                      |  |  |       |  |  |                |  |  |                   |  |
|                     |   | Cariberto di Laon   | Bertrada di Prüm       |  |  |       |  |  |                |  |  |                   |  |
| Bertrada di Laon    |   | Cariberto di Laon   |                        |  |  |       |  |  |                |  |  |                   |  |
|                     |   | Gisella di Laon     | ?                      |  |  |       |  |  |                |  |  |                   |  |
|                     |   | Gisella di Laon     | ?                      |  |  |       |  |  |                |  |  |                   |  |
|                     |   | Gisella di Laon     | ?                      |  |  |       |  |  |                |  |  |                   |  |
| Rotrude             |   | Gisella di Laon     |                        |  |  |       |  |  |                |  |  |                   |  |
|                     | … | …                   |                        |  |  |       |  |  |                |  |  |                   |  |
|                     | … | …                   |                        |  |  |       |  |  |                |  |  |                   |  |
|                     | … | …                   |                        |  |  |       |  |  |                |  |  |                   |  |
| Geroldo di Vintzgau | … |                     |                        |  |  |       |  |  |                |  |  |                   |  |
|                     |   | …                   | …                      |  |  |       |  |  |                |  |  |                   |  |
|                     |   | …                   | …                      |  |  |       |  |  |                |  |  |                   |  |
|                     |   | …                   | …                      |  |  |       |  |  |                |  |  |                   |  |
| Ildegarda           |   | …                   |                        |  |  |       |  |  |                |  |  |                   |  |
|                     |   | Hnabi               | Huoching               |  |  |       |  |  |                |  |  |                   |  |
|                     |   | Hnabi               | Huoching               |  |  |       |  |  |                |  |  |                   |  |
|                     |   | Hnabi               | …                      |  |  |       |  |  |                |  |  |                   |  |
| Emma d'Alemannia    |   | Hnabi               |                        |  |  |       |  |  |                |  |  |                   |  |
|                     |   | …                   | …                      |  |  |       |  |  |                |  |  |                   |  |
|                     |   | …                   | …                      |  |  |       |  |  |                |  |  |                   |  |
|                     |   | …                   | …                      |  |  |       |  |  |                |  |  |                   |  |
|                     |   | …                   |                        |  |  |       |  |  |                |  |  |                   |  |

### Fonti primarie
- (LA)  http://www.dmgh.de/de/fs1/object/display/bsb00000868_00232.html?sortIndex=010%3A050%3A0001%3A010%3A00%3A00 Archiviato il 28 settembre 2013 in Internet Archive..
- (LA)  Monumenta Germaniae Historica, tomus II.
- (LA)  Annales Bertiniani.

### Letteratura storiografica
- Gerhard Seeliger, "Conquiste e incoronazione a imperatore di Carlomagno", cap. XII, vol. II (L'espansione islamica e la nascita dell'Europa feudale) della Storia del Mondo Medievale, pp. 358–396.